# Entrez
Entrez је веб портал Entrezнамењен онлајн претрагама кроз вишеструке научне базе података. Већина ових база података похрањује информације о биолошким, биохемијским и медицинским карактеристикама организама (врста), гена̂, протеина̂ и популација.

## Обухваћене базе података
- : биолошка и медицинска научна литература (чланци, апстракти и цитати) млађа од 1990.
- : слободни чланци (цео текст чланка)
- : база података NCBI и FTP интернет страница
- : онлајн књиге
- : онлајн менделовско наслеђивање код човека
- : онлајн менделовско наслеђивање код животиња
- : база података о нуклеотидним секвенцама (GenBank)
- : база података о секвенцама протеина
- : секвенце и мапирања читавих генома
- : тродимензионалне структуре макромолекула
- : таксономска база података
- : база података о полиморфизмима на једном нуклеотиду
- : информације о генима
- : база података о еукариотским хомологим генима
- : структуре јединствених малих хемијских једињења
- : похрањени подаци о хемијским супстанцама
- : информације о пројекту „Геном”
- : генски кластери у оквиру транскрипционих јединица
- : база података еволуционо конзервираних протеинских домена
- : протеински домени
- : генски маркери и подаци о мапирању гена
- : база података о популационо-генетичким истраживањима
- : база података профила генске експресије и молекулске учесталости
- : експериментални подаци из
- : цитогенетичка база података
- : есеји за утврђивање биоактивности хемијских једињења
- : атлас експресије гена у мишјем централном нервном систему
- : реагенси специфични за секвенце